# Michel DeGraff
Michel DeGraff est un créoliste haïtien, membre du conseil d'administration du Journal of Haitian Studies. Il est professeur à Massachusetts Institute of Technology, directeur de l'initiative MIT-Haiti et membre fondateur de l'Académie du Créole Haïtien. Il est spécialiste en linguistique des langues créoles et est connu pour son plaidoyer en faveur de la reconnaissance du créole haïtien en tant que langue à part entière.

## Biographie
En tant qu’enfant grandissant dans une famille haïtienne de classe moyenne et fréquentant une école supérieure où l’enseignement était en français, Degraff rapporte que, bien qu’il soit un élève de haut niveau, il estimait souvent que le français était un obstacle, car ne pas parler français causait des complexes d’infériorité chez des enfants.
M. DeGraff est titulaire d'un doctorat en informatique de l'Université de Pennsylvanie. Avant son doctorat, il a étudié l'informatique au City College de New York. Il est arrivé au City College d'Haïti en 1982. Il a développé un intérêt pour la linguistique lors d'un stage chez Bell Labs au New Jersey en 1985.